# فالسانغ
فالسانغ (بالإنجليزية: Valsang)‏ هي منطقة سكنية تقع في الهند في منطقة سولابور.